# Binzhou
 Der er for få eller ingen kildehenvisninger i denne artikel, hvilket er et problem. Du kan hjælpe ved at angive troværdige kilder til de påstande, som fremføres i artiklen.

Binzhou (kinesisk skrift: 滨州市; pinyin: Bīnzhōu) er en by på præfekturniveau i den østkinesiske provins Shandong. Den har et areal på 9.454 km², og en befolkning på 3.730.000 mennesker (2007). 
Sun Tzu der regnes for forfatter af det militærstrategiske værk «Krigskunsten» fra 6. århundrede f.Kr., blev måske født i dette område, som den gang var del af staten Qi. 

## Administrative enheder
Binzhou består af et bydistrikt og seks amter:
- Distriktet Bincheng (滨城区), 1.041 km², 610.000 indb., centrum og regeringssæde;
- Amtet Huimin (惠民县), 1.364 km², 620.000 indb., hovedby: Sunwu (孙武镇);
- Amtet Yangxin (阳信县), 798 km², 430.000 indb., hovedby: Yangxin (阳信镇);
- Amtet Wudi (无棣县), 1.979 km², 430.000 indb., hovedby: Wudi (无棣镇);
- Amtet Zhanhua (沾化县), 2.114 km², 380.000 indb., hovedby: Fuguo (富国镇);
- Amtet Boxing (博兴县), 901 km², 470.000 indb., hovedby: Boxing (博兴镇);
- Amtet Zouping (邹平县), 1.250 km², 700.000 indb., hovedby: Huangshan (黄山街道).

## Trafik
Kinas rigsvej 205 passerer gennem området. Den begynder i Shanhaiguan i Hebei og ender mod syd i  Shenzhen i provinsen Guangdong. Undervejs passerer den  blandt andet Tangshan, Tianjin, Zibo, Huai'an, Nanjing, Wuhu, Sanming, Heyuan og Huizhou.
Kinas rigsvej 220 løber fra Binzhou til Zhengzhou i Henan.
37°22′N 118°0′Ø / 37.367°N 118.000°Ø